# MIL-STD-1553
MIL-STD-1553 је војни стандард усвојен од стране Министарства одбране Сједињених Америчких Држава, који одређује механичке, електричне и функционалне карактеристике магистрале преноса података. Првобитно је стандард био намењен као магистрала података за коришћење на војним авионима, али је касније постао уобичајени стандард и за свемирске бродове, војне и цивилне намене. Уз стално побољшање и развој авионских система, уведена је дигитализација. Међутим, комуникација је даље остала веома компликована између авионске опреме, различитог хардвера и пооштрених захтева, интерфејс је морао задовољавати те веома тешке услове. Поседује више физичких слојева (обично два) избалинсиране удвојене линије, са временском поделом мултиплексирања, протокол команда / одзив полудуплексном, а може пренети информације и до 30 удаљених уређаја. Верзија MIL-STD-1553 преноси сигнале оптичким кабловима, уместо класичним електричним као MIL-STD-1773.
Америчка војска и влада су усвојили стсндард MIL-STD-1553 у августу 1973. године, а први пут је примењен на ловцу F-16 Фајтинг Фалкон. Затим брзо следе други авиони, укључујући F/A-18 хорнет, F-15 игл итд. Сада се овај стндард широко користе у свим областима борбене технике америчке војске, а усвојен и од стране алијансе NATO, као STANAG 3838 AVS. STANAG 3838 AVS, користи се у Британнској војсци у облику Def-Stan 00-18 Part 2. Примењен је на авионима Панавија торнадо, BAE системс хок и заједно са STANAG 3910, на Јурофајтер тајфун. На шведском авиону JAS 39 грипен користи се MIL-STD-1553B, а такође на руском авиону МиГ-35 примењен је MIL-STD-1553. На неким новијим америчких пројектима замењен је стандард МИЛ-СТД-1553, новим IEEE 1394.

## Историја
Брзим развојем ваздухопловства и укупне технологије, летелице су постајале све сложеније, са увећавањем броја примењених уређаја, функциија, а код борбених и оружја. Пилот је временом био све више загушен обавезама и оптерећен неопходним информацијама и радњама, посебно, у борбеним авионима. То је покушавано да се решава удвајањем посаде, али то није дало потпуне резултате, поготово не за дужи период даљег развоја. Комуникација између авионске опреме, различитог хардвера и захтева и даље је остала веома компликована, те је расположиви интерфејс тешко и недовољно задовољавао те различите услове. У функцији поједностављења ове проблематике, развијана је магистрала података, која за све време непрекидно обезбеђује, без кашњења, поуздану међусобну комуникацију различитих електронских уређаја и система. Стандард магистрале података, развијан је под покровитељством Министарства одбране Сједињених Америчких Држава, од 1968. године. Прва верзија станарда је MIL-STD-1553A, објављена је 30. априла 1975. године. Савременија верзија је MIL-STD-1553B, објављена је 21. септембра 1978. године. Прва њена оперативна примена је била на ловцу F-16 Фајтинг Фалкон. Затим убрзо следи шира примена и на друге авионе, укључујући и новије у источним земљама.
Дигитална интерна команда са временском поделом / многоструким одзивима, магистрала података МИЛ-СТД-1553, постала је један од основних алата који се данас користе за интеграцију преноса функционалних сигнала у оружаним системима. Стандард описује начин комуникације и електрични потребни интерфејс за подсистеме, који су прикључени на магистралу података.
МИЛ-СТД-1553 је управљачка интерна дигитална саобраћајница између свих уређаја и система војних средстава (првенствено летелица), временском поделом / одзивом вишеструког преноса сигнала, постао је један од основних алата који се данас користе за интеграцију преноса међусобне комуникације уређаја и система у оружаним системима. Стандард описује начин комуникације и електричне потребе интерфејса за подсистеме који су прикључени на магистралу података. Интеграцијом система и њихових функција преко магистрале података стичу се велике могућности фузије сигнала сензора и примене савремених техника аутоматизације, у циљу усклађивања функција свих уређаја у управљању комплетним системом. Летелица и пилот постају све ближи крајњем циљу, „стапања“ у јединствен систем.

## Ревизија
Стандард MIL-STD-1553B, заменио је ранији MIL-STD-1553A. Основна разлика између 1553A и 1553B је увођење стриктније ревизије. Уведена су решења, која генерално задовољавају све опције, а да их корисник не дефинише према потреби. Утврђено је, када се изостави нека ставка, да није било координације у употреби. Тада хардвер и софтвер морају бити репројектовани за сваку нову примену. Примарни циљ је био са 1553B да се генерално оствари флексибилност без прављења новог пројекта, за сваког новог корисника. То је постигнуто одређивањем електричног интерфејса експлицитно тако да буде сигурна потпуна компатибилност између пројеката различитих произвођача.

## Физички слој
Магистрала података се састоји од пара проводника са импедансом од 70-85 Ω, при радној учесталости од 1 MHz. Када се користи кружни конектор, његов централни контакт служи као прикључак кодираног сигнала манчестер кодирања. Предајници и пријемници су повезани на магистралу помоћу изолационих трансформатора, а искључују се помоћу пара изолационих отпорника или опционо спојних трансформатора. На овај начин се умањује утицај кратког споја и искључује се могућност да магистрала проводи струју унутар ваздухоплова. Манчестер кодирање се користи како би се постигла синхронизација са једне стране и пренос података са друге на истом воду како би се елиминисала било која једносмерна компонента сигнала (које трансформатор не пропушта). Проток је 1 мегабит у секунид (односно један бит по микросекунди). Укупна прецизност и дугорочна стабилност протока је специфицирана за опсег од ±0.1%; при чему краткорочна стабилност синхронизације мора бити унутар опсега ±0.01%. Излазни напон трансформатора, мерен од врха до врха промене, износи 18-27V.
Магистрала може бити урађена са дуплом или троструком редундансом користећи умножене водове, при чему су сви уређаји повезани на сваки примерак умножавања. Предвиђено је да се укључи нови управљач магистрале, у случају да тренутно главни управљач откаже. Обично резервни/додатни рачунар за команде лета надгледа главни рачунар, као и даваче, преко главне магистрале података. Савремене верзије магистрале користе оптичка влакна, што подразумева мању масу и бољу отпорност на електромагнетске сметње изазване интерференцијом, укључујући EMP (електромагнетне импулсе). Последња претходна (бивша), верзија је позната као MIL-STD-1773. Примењена као 1773 има двоструку брзину протока од 1 Mb/s или 20 Mb/s.

## Протокол преноса
Систем MIL-STD-1553 преноси вишеструке податке, управља командом преноса до удаљених прикључака, који су заједно повезани на магистралу података. Јединственом путањом преноси податке између команде и свих тих удаљених пратећих прикључака. Може бити један или више приказивача повезаних са магистралом података, али они не смеју никако да учествују у преносу података, а користе се само за њихово снимање и анализу. Примењује се вишак преноса, неколико података умножено у неколико пута, двоструко и троструко, због обезбеђења високе поузданости. Све трансмисије магистрале података су доступне командама преноса и све су повезане на удаљене прикључке. Поруке се састоје од једне или више 16-битних речи (команда, података, или статус). Са 16 бита, колико садржи свака реч, преносе се поруке помоћу манчестер кода, где се сваки бит преноси као високи 0,5 μs и низак 0,5 μs за логичан 1, а ниске и високе секвенце за логично 0. Свакој речи претходи синхронизација учесталости са 3 μs (1.5 μs ниски плус 1.5 μs за податак високе речи и обрнуто за командне и статусне речи, које не могу да се јављају у манчестер кода) и праћено одговарајућем битом парности. Практично свака реч може се сматрати као 20-битна: 3 бит за синхронизацију, 16 бита за корисна носивост и 1 бит за непарно управљање поређењем. Речи у оквиру поруке се стално преносе и мора да постоји јаз између њих минимум од 4 μs. Међутим, овај простор (јаз) између-порука може бити често и много већи од 4 μs, чак и до 1 ms са неким старијим управљачем преноса. Уређаји морају да почну да емитују свој одговор на важећу команду у току 4-12 микро секунди, а сматра се да нису примили команду или поруку ако нема одговора у року од 14 микро секунди.
Сва комуникација (пренос података и команди) магистралом података управља се на тај начин што се шаљу команде за пријем или се шаљу подаци свим удаљеним прикључцима. Редослед командних речи, које чине једну команду, има облик: <пошиљалац>.<командна реч(прималац)>, сличан нотацији коришћеној у "комуницирању једноличним преносом". У случају комуникације од команде преноса до удаљеног прикључка је:
надређен.команда(прикључак) → приказивач.статус(надређен) → надређен.подаци(прикључак) → надређен.команда(прикључак) → приказивач.статус(надређен)
Комуникација међу прикључцима је:
надређен.команда(прикључак_1) → прикључак_1.статус(надређен) → надређен.команда(прикључак_2) → прикључак_2.статус(надређен) → надређен.команда(прикључак_1) → прикључак_1.подаци(прикључак_2) → надређен.команда(прикључак_2) → прикључак_2.статус(надређен)
То значи да током преноса, комуникацију почиње команда преноса. прикључци и прикључени уређаји (системи) не могу започињати пренос података према себи. У случају да је нпр, на прикључку собна температура, редослед пренеса је: Примена или функција у подсистему иза интерфејса прикључака (нпр прикључак1) региструје податке који треба да се пренесу (предају) на одређену под-адресу (амортизер података). Време, у коме су ови подаци регистровани на под-адреси, није нужно везано за време преноса, иако интерфејс осигурава да се делимично ажурирани подаци не емитују. Команда преноса шаље инструкције на удаљене прикључке, који су одредиште података (нпр прикључак2) за одређену под-адресу, а затим инструкције прикључак1 за пренос од предајника под-адреси, наведеној у инструкцији. прикључак1 преноси статус реч, што указује на његов тренутни статус, као и податке. Команда преноса прима статус речи прикључка1 и уверава се да је наредба валидна за пренос и примљена је без проблема. Прикључак2 прима податке заједничке магистрале података, записује о одређеној добити са под-адресе и преноси њихове статус речи. Применом подсистема, иза прикључка, интерфејс омогућава приступ подацима. Опет, временско усклађивање овог читања није нужно везано за време преноса. Команда преноса прима статусну реч прикључка2 и уверава се да је наредба валидна за пренос и примљена је без проблема.
Међутим, ако удаљени прикључак не пошаље свој статус, очекиване податке или указује на проблем кроз постављање битова грешке на статусној речи, преносна команда може поновити пренос. Неколико опције су на располагању за такве покушаје, укључујући хитну обнову (на другом податку преноса небитног пара података преноса) као и каснију обнову (у истом преносу), у низу преноса.
Секвенце обезбеђују да прикључак функционише и да може примати податке. Статусна реч на крају низа преноса података потврђује да су подаци примљенљиви и да је резултат преноса података прихватљив. То је та секвенца која даје стандарду МИЛ-СТД-1553 високи интегритет.
Међутим, стандард не прецизира никакво одређено време за било који пренос — то искључиво зависи од конкретног пројекта система. Генерално, команда преноса има распоред преноса који покрива већину потреба (принцип који се користи на већини војних авиона), често је организовано у великом оквиру или главном циклусу, који је подељен у мање. У таквом цикличном извршном распореду конструкције, преноси се дешавају у сваком мањем циклусу (брзина група 1). То се најчешће дешава, обично са 50 Hz. Преноси које се дешавају у сваком другом мањем циклусу, од којих су две групе (брзина група 2.1 и 2.2 ), дешавају се највећом брзином, нпр са 25 Hz. Слично томе, постоје четири групе (3.1, 3.2, 3.2 и 3.4), дешавају се највећом брзином, нпр са 12,5 Hz и тако даље. Стога, где се користи овај распоред структура, преноси су сви у хармоничној у вези учесталости, нпр 50, 25, 12,5, 6,25, 3,125 и 1.5625 Hz (велики оквир садржи 32 мањих циклуса на 50 Hz). Док удаљени прикључак не може почети пренос директно на своју руку, стандардно се не укључује удаљени прикључак када треба да преноси податке који нису аутоматски пренети командом преноса. Ови преноси се често називају ациклични, јер су изван садржаја извршне власти. У овом низу, један удаљени прикључак тражи пренос са мало у речи статуса, мали су захтеви подршке. Генерално, ово изазива команда преноса за пренос наредбе одаишиљача преко режима кода вектора речи. Међутим, када само удаљени прикључак има један могући ациклични пренос, команда преноса може да прескочи овај део. Вектор речи преноси удаљени прикључак као један податак од 16-битних речи. Формат овог вектора речи није стандардно дефинисан, тако да пројектанти система морају дефинисати вредности које удаљени прикључак добија преко команде преноса. Ациклични пренос може бити распоређен одмах или на крају текућег мањег циклуса. То значи да је команда преноса мора да узоркује статус свих удаљених прикључака повезаних на магистралу података, обично најмање једном у великом циклусу. Удаљени прикључци са вишим приоритетом функција (на пример, они који се односе на командне површине авиона) се чешће узоркују. Функције нижег приоритета се ређе узоркују.

Шест типова преноса су дозвољени између команди преноса и специфичног удаљеног прикључка или између команди преноса и пара удаљених прикључака:
1. Команда преноса до удаљеног прикључка. Команда преноса шаље једну 16-битну примопредајну команду реч, затим податаке од 1 до 32 16-битних речи. За одређени удаљени прикључак, затим шаље једну 16-битну статусну реч.
2. Од удаљеног прикључка према команди преноса. Команда преноса шаље једну команду реч на удаљени прикључак. Удаљени прикључак затим шаље једну статусну реч, па одмах затим 1 до 32 речи.
3. Пренос од једног удаљеног прикључка на други. Команда преноса прима једну командну реч, одмах затим предаје једну командну реч. Удаљени прикључак, који је емитовао, шаље статусну реч, одмах затим 1 до 32 речи података. Пријемни удаљени прикључак затим шаље статусну реч.
4. Режим команде без података о речима. Команда преноса шаље једну командну реч са подзаконске адресе 0 или 31 и означава тип режима команде. Удаљени прикључак одговара статусном речи.
5. Режим команде са подацима предајне речи. Команда преноса шаље једну командну реч са подзаконске адресе 0 или 31 и означава тип режима команде. Удаљени прикључак одговара статусном речи и одмах затим једном речи података.
6. Режим команде са подацима улазне речи. Команда преноса шаље једну командну реч са подзаконске адресе 0 или 31 и означава тип режима команде, одмах након тога, једну речј података. Удаљени прикључак одговара статусном речи.

MIL-STD-1553B такође увео концепт изборних електронских преноса, у коме се подаци шаљу на све удаљене прикључке за примену опције, али без повратног одговора прикључка, јер би то изазвало сукобе у магистрали. Ово се може користити када се исти подаци шаљу на више удаљених прикључака, у циљу смањења броја преноса и на тај начин се смањује оптерећење на магистрали података. Међутим, недостатак повратних одговора од стране удаљених прикључака, који примају ове емисије, јесу да ови преноси не могу бити аутоматски поново обновљени у случају грешака у процесу.

Четири врсте електронских преноса су дозвољени између команди преноса и свих функционалних (коришћених) удаљених прикључака:
1. Команда преноса до удаљеног прикључка. Команда преноса шаље једну примљену команду са прикључка са адресом 31. Означавајући је као командни тип преноса, одмах затим иду речи података 0 до 32. Сви удаљени прикључци, који емитују прихватити ће податке, али они неће повратно одговарати.
2. Пренос од једног удаљеног прикључка на други. Команда преноса шаље једну примљену команду са прикључка са адресом 31. Означавајући је као командни тип, а одмах затим је шаље као једну предајну команду. Удаљени прикључак, који је емитовао програм, одмах затим шаље статусне речи података од 1 до 32. Сви активни удаљени прикључци приказаће прихваћене податке, али неће повратно одговарати.
3. Режим команде без података о речи (емитовање). Команда преноса шаље једну командну реч са прикључка адресе 31, која означава команду типа емитовања и под-адресе 0 или 31, што означава тип режима команде. Прикључак неће повратно одговорити.
4. Режим команде са подацима речи (емитовање). Команда преноса шаље једну команду реч са прикључка адресе 31, која означава команду типа емитовања и под-адреса 0 или 31, што означава тип режима команде, одмах затим иде један податак речи. Прикључак неће повратно одговорити.

Командна реч је изграђена на следећи начин. Првих 5 бита су адреса даљинског прикључка (0-31). Шести бит је 0 за пријем или 1 за пренос. Наредних 5 бита означавају место (под-адреса) да одржи или добије податке о прикључку (1-30). Треба знати да су под-адресе 0 и 31 резервисане за режим кодова. Последњих 5 бита означавају очекиваних број речи (1-32). Сви нулти битови указују на 32 речи. У случају законитости режима, ови битови указују на облик кода броја (на пример, самоиспитивање преноса битова речи).
| Употреба команде бита речи         | Употреба команде бита речи         | Употреба команде бита речи         | Употреба команде бита речи         | Употреба команде бита речи         | Употреба команде бита речи | Употреба команде бита речи            | Употреба команде бита речи            | Употреба команде бита речи            | Употреба команде бита речи            | Употреба команде бита речи            | Употреба команде бита речи    | Употреба команде бита речи    | Употреба команде бита речи    | Употреба команде бита речи    | Употреба команде бита речи    |
| Адреса удаљеног прикључка (0 - 31) | Адреса удаљеног прикључка (0 - 31) | Адреса удаљеног прикључка (0 - 31) | Адреса удаљеног прикључка (0 - 31) | Адреса удаљеног прикључка (0 - 31) | Пријем или пренос          | Локација (под-адреса) подаци (1 - 30) | Локација (под-адреса) подаци (1 - 30) | Локација (под-адреса) подаци (1 - 30) | Локација (под-адреса) подаци (1 - 30) | Локација (под-адреса) подаци (1 - 30) | Очекује се број речи (1 - 32) | Очекује се број речи (1 - 32) | Очекује се број речи (1 - 32) | Очекује се број речи (1 - 32) | Очекује се број речи (1 - 32) |
| 1                                  | 2                                  | 3                                  | 4                                  | 5                                  | 6                          | 7                                     | 8                                     | 9                                     | 10                                    | 11                                    | 12                            | 13                            | 14                            | 15                            | 16                            |
| ---------------------------------- | ---------------------------------- | ---------------------------------- | ---------------------------------- | ---------------------------------- | -------------------------- | ------------------------------------- | ------------------------------------- | ------------------------------------- | ------------------------------------- | ------------------------------------- | ----------------------------- | ----------------------------- | ----------------------------- | ----------------------------- | ----------------------------- |

Статусне речи се декодирају на следећи начин. Првих 5 бита су адреса удаљеног прикључка, који је у функцији. Стање кода је један бит за остатак речи. Неки битови су у резерви. А „један“ потврђује да је стање истинито, порука о грешци и захтев услуга представљају примере. Више од један услов, у исто време, може бити довољан за потврду тачности.
Доња слика илуструје много од протокола и физички слој, концепта објашњеног горе. На пример, адреса удаљеног прикључка садржана у командној речи има вредност од 0x3 (у распону од 0 до 31). Шести бит је 1, што указује на преносе из удаљеног прикључка. Под-адреса 0x01. Последњих 5 бита означавају број речи очекјући узету вредност 1, што се поклапа са једном речју података (вредност 0x2), након статусне речи.
Такође, како је горе објашњено, уређаји морају да почну емитовање свога договора на важећу команду у 4-12 микросекунди. У примеру, време одзива је 8,97 ms, дакле у оквиру спецификација. То значи да удаљени прикључак број 3 је одговорио на упит команде преноса после 8,97 ms. Амплитуда упита је мања од амплитуде одговора јер се његов сигнал генерисао на ближој локацији у односу на прикључак. У Статус речи, првих 5 бита, адреса су удаљеног прикључка који је одговарао, у овом случају 0x3. Исправно пренос показује исту адресу удаљеног прикључка, у командној речи, као и у статусној речи.

## Опис концепције
Слика приказује општи пример за систем MIL-STD-1553B, који се састоји од: 
- мера за поузданост магистрале MIL-STD-1553B
- команде преноса
- резервне команде преноса
- приказивача преноса
- самосталних даљинских прикључака са којима комуницирају један или више подсистема
- подсистем са уграђеним удаљеним прикључком.[8]

### Команда преноса
У једном тренутку постоји само један команда преноса, на било којој линији преноса MIL-STD-1553. Иницира све поруке комуникације преко магистрале података.
На слици десно је приказана магистрала података 1553 спроводи:
- операције се одвијају према листи наредби, која се налази у локалној меморији магистрале
- команде су везане за различите удаљене прикључке, за слање или примање порука
- услуге за било који захтев пријема са удаљеног прикључка
- детектује грешке и исправља их
- чува (архивира) историју грешака

1553B специјално диктира да се сви уређаји у систему повезани са паралелно удвојеним паром линије ради обезбеђења алтернативног пута подацима у случају оштећења или отказа примарне линије. Преносне поруке путују само на једној линији у одређеном времену, што одређује команда преноса.

### Резервна команда преноса
Док може постојати само једна команда преноса, у било ком тренутку, у преносној линији; стандард обезбеђује механизам за предају на резервну команду преноса, користећи сигнализацију у статусној речи и у облику кодекса. Ово се користи у нормалном раду, где примопредаја долази због неке специфичне функције, нпр предаја команде преноса изван авиона. Што је повезано са магистралом. Процедуре за предају, у случају грешке и отказа, генерално обухватају дискретне везе између главних и резервних команди преноса и у потпуности надгледају активности главне команде преноса, током рада. На пример, ако је продужено мировање у магистрали, то указује да није активна команда преноса, па је највећи приоритет прелазак на следећу резервну команду преноса, што се реализује дискретним везама. Резервна ће прихватити преузимање и почеће са радом као активна команда преноса.

### Приказивач преноса
Приказивач преноса не може да пренесе поруке преко магистрале података. Његова основна улога је да прати и снима пренос порука преко магистрале, без ометања рада команде преноса и њене резерве. Ови снимљени подаци преноса магистрале се могу складиштити, за касније директне анализе.
У идеалном случају, приказивач преноса снима све поруке послате преко магистрале података 1553. Међутим, снимање свих размена на прометној магистрали података може бити неизводљиво, због велике гужве, тако да је приказивач преноса често конфигурисан за снимање само подскупова размена, одређених на основу одређених критеријума предвиђених програмом примене.
Алтернативно, приказивач преноса се користи у комбинацији са резервном командом преноса. Ово омогућава резервној команди преноса да преузме основну улогу, ако постане активна команда преноса.

### Даљински прикључак
Даљински прикључак служи за:
- спрегу између магистале података MIL-STD-1553B и придодаток подсистема,
- спој између једне магистале података MIL-STD-1553B и других магистала MIL-STD-1553B.

На пример, у гусеничном возилу, удаљени прикључак може да прибави податке из сателитског навигационог подсистема и да пошаље те податке преко магистрале 1553 у други удаљени прикључак, за приказ посади на приказивачу. Једноставније, примери удаљених прикључака могу бити интерфејси за укључивање светла, светла при слетањетању, или сигнализацију у авиону.
Планови испитивања за удаљене прикључке:
Потврда при извршеном плану испитивања удаљеног прикључка је намењена за верификацију њихових пројеката, од којих се захтева да задовоље захтеве AS15531 и MIL-STD-1553B из напомене 2. Овај план испитивања је дефинисан са MIL-HDBK-1553, прилог А. То је ажурирано у MIL-HDBK-1553A, секција 100. План испитивања се сада одрвија по SAE AS-1A за одељак авионских инсталација AS4111.

## Карактеристике хардвера магистрале података
Хардвер магистрале података обухвата (1) каблове, (2) спојнице магистрале, (3) завршнице и (4) конекторе.

### Каблови
Иако су подаци магистрале података MIL-STD-1553B специфицирани за карактеристике између 70 и 85 ohms, индустрија је стандардизовала њихову производњу на 78 ohms. Исто тако, углавном се стандардно производе тзв каблови познати као „твинак“, који имају карактеристичне импедансе од 78 ohms.
MIL-STD-1553B не прецизира дужину магистрале. Међутим, максимална дужина магистрале је директно повезана са дужином кабловских проводника и временског кашњења у преносу сигнала. Мањи проводник слаби сигнал више од већег. Типично кашњење преноса за 1553Б кабла је 5,28 нано секунда по 1m. Тако да магистрала дужине с краја на крај 30m има кашњење 160 нано секунди, што је једнако просечном времену успона на 1553B сигнала. Према MIL-HDBK-1553A, за сигнал време кашњења је више од 50% раста или пада времена, потребног за далеководне ефекте. Потребно је размотрити стварне удаљености између предајника и пријемника, као и индивидуалне карактеристике таласне форме предајника и пријемника.
MIL-STD-1553B има највећу дужину каблова 6,1m, али то може бити прекорачено. С обзиром да проводници главне линије магистрале података изгледа као бескрајна далеководна складна дужинина без ометајуће рефлексије. Када се дода проводник, магистрала се поремети са појавом рефлексије. Степен неусклађености изобличава сигнале због рефлексије у функцији импедансе проводника и улазне импедансе на прикључку. Да би се смањила дисторзија сигнала, пожељно је да проводник одржи високу импеданцу.
Иако су подаци магистрале података MIL-STD-1553B специфицирани за карактеристике између 70 и 85 ohms, индустрија је стандардизовала њихову производњу на 78 ohms. Исто тако, углавном се стандардно производе тзв каблови познати као „твинак“, који имају карактеристичне импедансе од 78 ohms.

### Разводне кутије
Сваки удаљени прикључак, или приказивач магистрале повезан је преко спојница на разводну кутију, интегрисано са каблом истог типа и дужине као и у самој магистрали. MIL-STD-1553B дефинише два начина спајања у магистрали: Трансформатор је саставни део комплета кутије разводника. То заједничко решење, пожељно је за сигурније толеранисање грешака и боље подударање импедансом магистрале, а последично и смањење рефлексије. Препоручује се да треба избегавати директно спајање, уколико је то уопште могуће. Директни спајање не пружа никакву заштиту и изолацију спољних подсистема. Било какав мањи квар између подсистема, унутрашње изолације, отпорника и главног чвора магистрале проузрокова ће неуспех целог система.
Употреба трансформатора у кутији разводника пружа побољшану заштиту магистрале 1553, од удара грома. Изолација је још важнија пошто су нови авиони са композитним материјалима, где оплата авиона не даје знатан ефекат „Фарадејевог кавеза“, као што је то случај са алуминијумском облогом авиона.
Заједно трансформатор, спојница и кабл не би требало да пређу дужину од 6,1 метар, али то може бити и прекорачен, ако захтеви за инсталацију налажу.

### Спојнице
Развођење за удаљени прикључак, команду преноса или приказивач магистрале, генерално се односи на повезивање магистрала преко спојница кутије разводника, која може да обезбеди једну или више веза. Комплет кутије пружа потребну заштиту (≥ 75 одсто), што подразумева присутност трансформатора, спојница и изолационих отпорника у кутији. Постоје два спољна конектора кроз које се магистрала „храни“ и један или више спољних прикључака на које се кутија повезује. Ови конектори кутије не би требало да остану без одговарајућих отпорника.

### Завршнице
Оба краја магистрале, без обзира да ли укључује једну или серију спојница повезаних заједно, морају бити завршени у складу са прописом MIL-STD-1553B са отпорником, једнаким за изабрани кабл номиналне карактеристичне импедансе. Сврха електричног прекида је да се минимизира ефекат рефлексије сигнала који могу да изазову облике таласних изобличења. Ако се не користи завршница, сигнал комуникација може бити угрожен ометњама или са прекидима комуникација.

### Конектори
Стандард не прецизира врсте конектора или начин њиховог повезивања, осим заштитне захтеве. Конектори су доступни у стандардној величини, минијатурни и суб-минијатурни. У војним применама авиона, MIL-STD-1553B и MIL-DTL-38999 обично се користе кружни конектори.